# Котов Євтихій Петрович
Кот (Котов) Євтихій Петрович (*1748- †30.12.1825, с. Котівка) — засновник поселення Котівка, виходець з старшинського козацького роду Котів.

## Життєпис
Народився в 1748 році в родині Петра Петровича Кота сотника слободі Зеленої, Миргородський полк. Отримав чин поручика і 10.09.1779 наділ на річці Боковій.
На 1781 рік відомо: «Ингульскомъ уезде владельческих селениях…поручика Котова 1500 десятин земли, при речке Боковой по течению с левой сторони, на балке Солоноватой. Воды довольно и рыба мелкая есть, берега крутые, сенокос средственной и [земля] к хлебопашеству способна».
На кінець 18 ст.: «Сельцо Котовка, порутчика Євстафія Петрова сына Котова 80 душ м.п. и 60 душ ж.п. при речке Боковой с левой стороны и оврага Солоноватого, домь господской деревянной при фруктовомь саде, ветренная мельница, прудь, лошадиной и овчарной заводы, земля черноземь, хлеба и сенокосы посредственны, подданные на пашню».
В кінці 1811 року Євтихій Петрович Котов подарував свою власність Івану Буцькому, пращуру Буцького Володимира Романовича.
Помер 30.12.1825, похований в с. Котівка.